# Emiliano Ribeiro
Emiliano Ribeiro de Almeida Neto (Petrópolis, 12 de fevereiro de 1948 - Rio de Janeiro, 10 de Julho de 2011) foi um ator, montador, diretor e produtor cinematográfico brasileiro.

## Biografia
Como assistente de direção, trabalhou em diversas produções de Roberto Farias, destacando-se a série de filmes usando como protagonista o cantor Roberto Carlos, que fizeram muito sucesso, na esteira do sucesso comercial de filmes como os de Elvis Presley.
Em 1995 dirigiu o que considerava seu primeiro longa-metragem para cinema, em 35mm e para o grande público, As Meninas, premiado pela FIPRESCI (Federação Internacional Críticos de Cinema) no Festival de Havana, Melhor Roteiro e Melhor Atriz, no Festival de Cartagena (Colômbia) e Prêmio Especial do Júri e de Melhor Roteiro, Festival de Trieste (Itália). As Meninas era um projeto do premiado cineasta David Neves (Luz Del Fuego, A Fulaninha, Muito Prazer, morto prematuramente de AIDS em 1994), e Emiliano foi contratado pelo produtor de David, Carlos Moletta, para filmar o roteiro de David Neves e Onézio Paiva, e finalizar o longa.
Entre 1987 a 1994 também dirigiu documentários em vídeo U-MATIC para o NUTES-UFRJ (Núcleo de Tecnologia para Estudos da Saúde), destacando-se o Hanseníase e Video Laparoscopia, todos sob a supervisão do professor João Luiz Leocádio. Nesta época também dirigiu um curta-metragem teatralizando o episódio da Revolta de Chibata, Almirante Negro, tendo como protagonista o ator Paulão recitando João Cândido num galpão do Vidigal, com participações de Nelson Xavier e Antonio Pompeu.
Como Gestor:
1994-1995 Secretaria do Audiovisual/Ministério da Cultura como analista de projetos, no escritório da representação regional no Rio de Janeiro, e em Brasília.
Como Professor:
De 1998 em diante, foi também professor de Produção em centros culturais e escolas, como a Escola de Cinema Darcy Ribeiro, CINETV PR (Escola Superior Sul-americana de Cinema e TV do Paraná), Tempo Glauber, Vídeo Fundição e em oficinas de vários festivais nacionais.
Nos últimos anos prestava serviços de vídeo institucional para a Fundação Oswaldo Cruz até 2011, quando de sua trágica morte.

### Morte
De acordo com o noticiário, Emiliano Ribeiro foi encontrado morto deitado ao lado de sua companheira, a roteirista Karla Hansen, em casa. Karla Hansen, foi encontrada desacordada, ainda com vida, abraçada a Emiliano, mas morreu a caminho do hospital (morte constatada logo após dar entrada no atendimento). Emiliano já estaria morto (de Acidente Vascular Cerebral segundo a Polícia; de infarto segundo a advogada da família) havia 48 horas quando foi encontrado na manhã do dia 12 de Julho de 2011. Karla Hansen, a KK, como Emiliano a chamava, vivia com ele por 8 anos, e estava grávida de semanas. Os motivos da morte de Karla (desidratação por inanição ou miocardiopatia) e de Emiliano estavam sendo apurados pelo Instituto Médico Legal, pela Polícia e pela família na ocasião do noticiário. Emiliano deixou uma filha, Carla Dutra, de seu casamento anterior, que junto com a advogada da família de Karla Hansen, Dra. Lucia Roma, acompanhou o caso.

## Filmografia

### Ator
- Série infantil Guguta e Tião - Emiliano Ribeiro como Guguta - (1960) entre 11 e 12 anos.
- O 5º Poder (1962)
- André, a Cara e a Coragem (1971)
- As Moças Daquela Hora (1973)

### Produtor e produtor executivo
Em 1979 fundou sua produtora, a TELA Comunicações, com a qual produziu dois médias longos para TV:
- Trama Familiar (16mm, 69 minutos, 1986)
- A Viagem de Volta (documentário, 16mm, 1990), ambos premiados e exibidos na TV.
- Gatão de Meia Idade (2006), de Antônio Carlos da Fontoura
- Dores & Amores (2010), de Ricardo Pinto e Silva.[6]

### Diretor
- Último Páreo (2002)
- Condenado à Liberdade (2000)
- As Meninas (1995)